# 本坊酒造

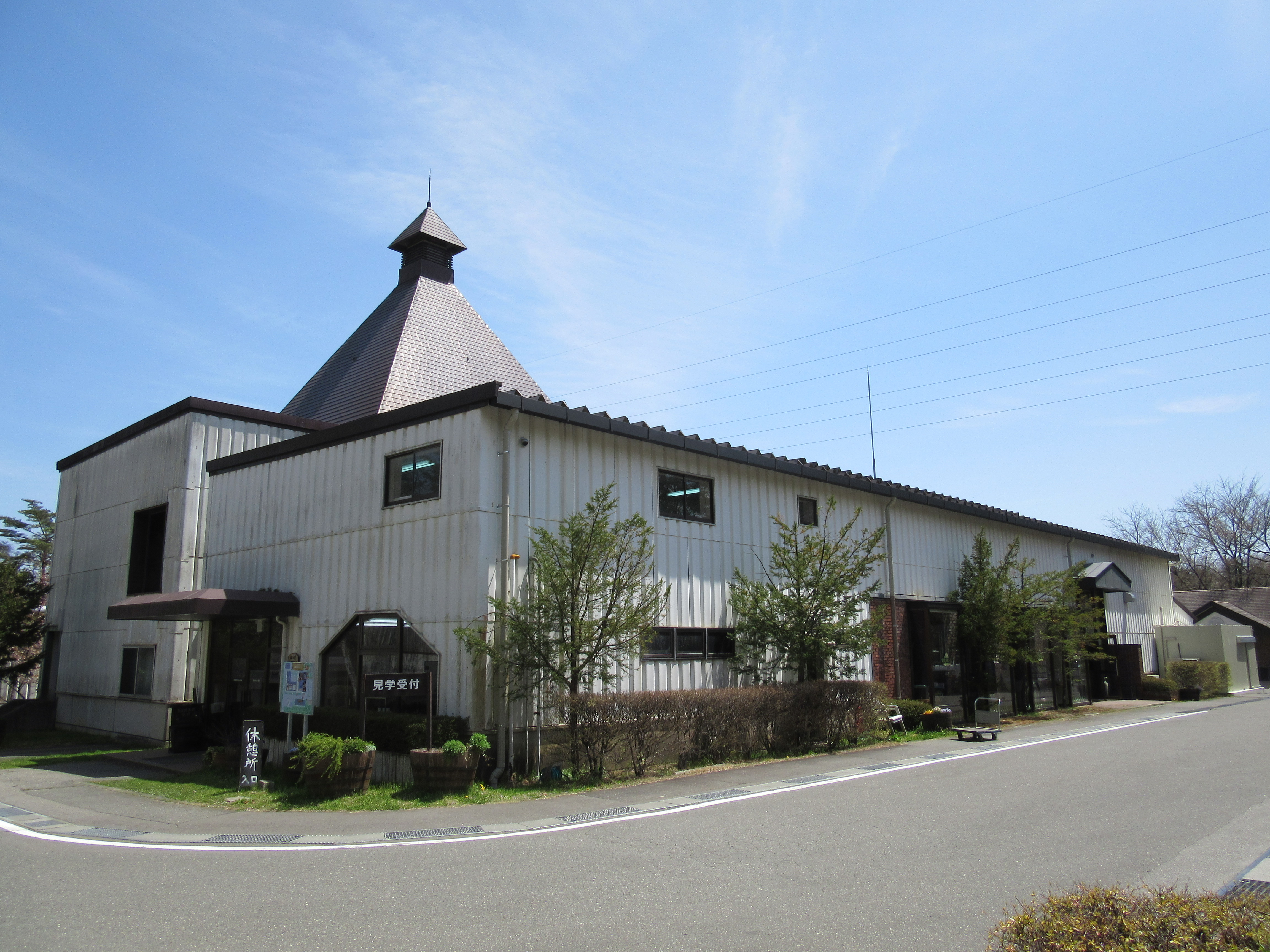
本坊酒造・信州ファクトリー

本坊酒造株式会社（ほんぼうしゅぞう、Hombo Shuzo Co., Ltd. ）は、鹿児島県鹿児島市に本社を置く日本の醸造業である。

## 概要
甲類焼酎「宝星焼酎」（たからぼししょうちゅう）や本格焼酎「桜島」（さくらじま）、「石の蔵から」（いしのくらから）、ウイスキー「マルスウイスキー」、ワイン「マルスワイン」などを製造・販売している。総合酒類メーカーであり、九州に本社を置く醸造業としては酒類の種類が最も多い。
工場は鹿児島県内の他、長野県（ウイスキー部門）と山梨県（ワイン部門）に置いている。
2013年、信州マルス蒸留所で製造したマルス モルテージ 3プラス25 28年がワールド・ウイスキー・アワードにてブレンデッドモルトウイスキーの最高賞を受賞。また、本坊酒造はアイコンズ・オブ・ウイスキー2017にてクラフトプロデューサー・オブ・ザ・イヤーを受賞。
「さつま白波」の醸造元である薩摩酒造とは同根企業であり、同社の他に本坊商店、サナス（旧・日本澱粉工業）などで構成する本坊グループの中核企業の一つである。

## 沿革
- 1872年（明治5年）- 創業、製綿、焼酎製造。
- 1898年（明治31年）- 焼酎共同製造。
- 1902年（明治35年）‐ 本坊商会（物品販売業）設立。
- 1921年（大正10年）5月 - 鹿児島支店開設。
- 1928年（昭和3年）6月 - 本坊合名会社設立。
- 1933年（昭和8年）6月 - 焼酎甲類の製造免許取得。
- 1936年（昭和11年）6月 - 味りんの製造免許取得。
- 1941年（昭和16年）2月 - 合成清酒の製造免許取得。
- 1949年（昭和24年）7月 - ウイスキーの製造免許取得。
- 1952年（昭和27年）1月 - 地酒製造の製造免許取得。
- 1954年（昭和29年）5月 - 福岡営業所を開設。
- 1955年（昭和30年）
  - 5月 - 梅酒の製造免許取得。
  - 10月 - 鹿児島酒造株式会社と合併し、本坊酒造株式会社設立。同時に鹿児島工場開設、同工場で乙類焼酎の製造開始。
- 1960年（昭和35年）
  - 3月 - 山梨県東八代郡石和町（現・笛吹市）に山梨工場新設（ウイスキー）。
  - 4月 - 小林酒造株式会社を吸収合併（小林工場 焼酎乙類）。
  - 9月 - 富士葡萄酒株式会社を吸収合併（山梨工場 果実酒）。
  - 10月 - 松永醸造株式会社を吸収合併（屋久島工場 焼酎乙類）。
  - 11月 - 甘味果実酒の製造免許取得（山梨工場）。
- 1962年（昭和37年）
  - 5月 - 本社を加世田市（現・南さつま市）津貫6594番地より鹿児島市住吉町1番5号に移転、同日、鹿児島支店を廃止。
  - 9月 - 東京営業所を開設。
- 1966年（昭和41年）2月 - 太平洋醸造株式会社を吸収合併。
- 1973年（昭和48年）9月 - 鹿児島県川辺郡知覧町（現・南九州市）塩屋字川比良29226の1に知覧工場新設（焼酎乙類）。
- 1973年（昭和48年）10月 - 鹿児島工場を鹿児島市郡元町2460の16から鹿児島市南栄三丁目27番に移転新設。
- 1985年（昭和60年）3月 - 長野県上伊那郡宮田村4752-31に信州工場を新設（ウイスキー類）。
- 1986年（昭和61年）7月 - 大阪営業所を開設。
- 1987年（昭和62年）5月 - 生物工学研究所開設。
- 1992年（平成4年）12月 - 東京支店（首都圏の一部を除く）を山梨工場営業部と統合して関東支店発足する。
- 1993年（平成5年）6月 - 第二鹿児島工場焼酎乙類製造免許を「株式会社杜氏の里笠沙」へ譲渡する。
- 1994年（平成6年）12月 - 財団法人興南アジア国際奨学財団を設立し、本坊喜一郎が理事長となる。東京支店を開設。
- 1995年（平成7年）9月 - 南信州ビール株式会社の設立にあたり資本参加する（第3セクター）。
- 1998年（平成10年）5月 - 本社地下にワインセラーLa CAVE“H”設立。
- 2000年（平成12年）2月 - 自社農場として山梨県韮崎市穂坂町三之蔵日之城に「日之城農場」を取得する。
- 2004年（平成16年）6月 - 知覧工場を全面リニューアル落成。
- 2006年（平成18年）
  - 5月 - 知覧工場を知覧蒸留所へ、屋久島工場を屋久島伝承蔵へ、山梨工場を山梨マルスワイナリーへ名称変更。
  - 6月 - 知覧蒸留所に隣接して自社さつま芋栽培圃場「川比良農場」を開設。
- 2008年（平成20年）
  - 3月 - 信州工場を信州ファクトリーへ名称変更。知覧蒸留所内に焼酎粕処理プラント完成。
  - 4月 - 大阪営業所を支店に昇格。
  - 7月 - 本社を鹿児島工場のある鹿児島市南栄3丁目27番地に移転。本社に隣接して見学施設「薩摩郷中蔵」･「Galleria Hombo（ガレリアホンボウ）」をオープン。小林工場を分離改組し、ファミリーマート、伊藤忠商事と共同でミネラルウォーター製造を行うクリーン・アクア・ビバレッジを設立。
- 2011年（平成23年）- 信州ファクトリーをマルス信州蒸留所へ名称変更。
- 2016年（平成28年）- 津貫工場内にウイスキー蒸留所「マルス津貫蒸留所」を新設。
- 2017年（平成29年）4月 - マルスウイスキーがIcons of whisky（IOW）世界最優秀賞を受賞。
- 2024年（令和6年）3月 - マルス信州蒸留所をマルス駒ヶ岳蒸留所へ名称変更。

## 事業所
- 本社：鹿児島県鹿児島市南栄3-27
- 東京支店：東京都中央区八重洲2-2-10 南星八重洲ビル8F
- 関東支店：山梨県笛吹市石和町山崎126
- 大阪支店：大阪府茨木市中穂積1-2-10 ジブラルタ生命茨木ビル3F
- 福岡支店：福岡県福岡市博多区博多駅南1-14-25
- 南九州支店：鹿児島県鹿児島市住吉町1-5
- 津貫工場：鹿児島県南さつま市加世田津貫6594
- 鹿児島工場：鹿児島県鹿児島市南栄3-27
- 知覧蒸留所：鹿児島県南九州市知覧町塩屋29226-1
- 屋久島伝承蔵：鹿児島県熊毛郡屋久島町安房2384
- マルス駒ヶ岳蒸溜所：長野県上伊那郡宮田村4752-31
- 山梨マルスワイナリー：山梨県笛吹市石和町山崎126

## 主な商品

### 本格焼酎（鹿児島・知覧・津貫・屋久島）

#### 知覧蒸留所
- 「桜島」
- 「黒麹仕立て桜島」
- 「さつまおはら」
- 「知覧紅芋黒麹仕込薩摩紅」

#### 津貫工場
- 「貴匠蔵」
- 「甕貯蔵芋焼酎甕幻（かめまぼろし）」
- 「黒麹造り甕壷仕込み麦焼酎一尋（ひとひろ）」
- 「桜岳」
- 「石の蔵から」

#### 屋久島伝承蔵
- 「太古屋久の島」
- 「原酒屋久杉」

### 甲類焼酎

#### 鹿児島工場
- 「宝星焼酎」
- 「ゆくり宝星」（甲乙混和）
- 「宝星ホワイトリカー」（果実酒用）

### 梅酒

#### 鹿児島工場
- 「星舎無添加上等梅酒」
- 「星舎無添加梅酒」
- 「黒糖梅酒」
- 「タカラボシ梅酒」

### その他酒類

#### 津貫工場
- 「宝星地酒」（灰持酒）
- 「宝星本みりん」（みりん）

##### 津貫蒸留所
- 「Japanese GIN 和美人」（ジン）

#### 鹿児島工場
- 「ボンタンアメのお酒」（リキュール）

### 国産ワイン（山梨・信州）

#### 山梨マルスワイナリー
- 「シャトーマルスシリーズ」
- 「マルスアンフィニーシリーズ」
- 「マルスワイン一升瓶シリーズ」
- 「無添加ワイン、そのままにごりシリーズ」
- 「季節限定ワイン」
- 「マルスハーブワイン」

#### 信州ファクトリー
- 「信州駒ヶ原ヤマソービニヨン」
- 「信州みやだワイン紫輝」（赤）[3] - 上伊那郡宮田村で栽培されたヤマソービニオン（ヤマブドウとカベルネ・ソーヴィニヨンを交配させたもの）を醸造して作られる。村ではこれを使ったご当地グルメ「紫輝彩丼」が開発されている[4]。

### 受賞歴
「日本ワインコンクール（Japan Wine Competition）」
- 第3回 2005年（平成17年）金賞受賞[6]
  - 欧州系・赤「シャトーマルス穂坂日之城カベルネ＆メルロー2003」
- 第10回 2012年（平成24年）金賞受賞[7]
  - 欧州系・赤「シャトーマルス キュベ・プレステージ 穂坂日之城カベルネ＆メルロー遅摘み 2009」
  - 欧州系・白、部門最高賞「シャトーマルス キュベ・プレステージ 穂坂日之城シャルドネ 2010」
- 第12回 2014年（平成26年）金賞受賞[8]
  - 欧州系・赤「シャトーマルス キュベ･プレステージ 穂坂日之城カベルネ＆メルロー遅摘み 2012」
- 第13回 2015年（平成27年）金賞受賞[9]
  - 欧州系・赤「シャトーマルス キュベ・プレステージ 穂坂日之城キャトル・ルージュ 2013」
- 第14回 2016年（平成28年）金賞受賞[10]
  - 欧州系・白「シャトーマルス キュベ・プレステージ 穂坂日之城シャルドネ 2015」
  - 甲州・辛口「シャトーマルス プレステージ 穂坂甲州樽醗酵 2015」
- 第18回 2022年（令和4年）金賞受賞[11]
  - 欧州系・白「シャトーマルス 穂坂日之城シャルドネ プライベート・リザーブ 2019」
- 第19回 2023年（令和5年）金賞受賞[12]
  - 甲州「シャトーマルス 穂坂甲州樽発酵 2022」

### 輸入ワイン販売
- 「スペインファウスティーノ社」

### マルスウイスキー&ブランデーリスト
全国発売ウイスキー
- モルテージ越百（こすも）（信州ファクトリー）
- ツインアルプス（信州ファクトリー）
- マルス3&7（信州ファクトリー）
- マルスエクストラ（鹿児島工場）

限定発売ウイスキー
- 岩井トラディション（信州ファクトリー）
- マルスウイスキー 信州（信州ファクトリー）
- Kumamoto Bartenders Choice（信州ファクトリー）
- 西郷（せご）どん（鹿児島工場）

ブランデー
- マルスブランデーV.S.O.P.（信州ファクトリー）

生産終了ウイスキー
- シングルカスク駒ヶ岳（信州ファクトリー）
- シングルモルト駒ヶ岳（信州ファクトリー）
- マルスモルテージ（信州ファクトリー）
- マルスオールド（信州ファクトリー）
- マルスモルトギャラリー（信州ファクトリー）
- マルスアンバー（信州ファクトリー）
- Bartenders Choice Wine Cask Finish（信州ファクトリー）
- ニューポット・ヘビーピーテッド（信州ファクトリー）
- ヴィンテージ薩摩1984（鹿児島工場）

## 関連企業
- 南信州ビール
- 本坊商店
- 薩摩酒造
- サナス
- 南九州ファミリーマート
- クリーン・アクア・ビバレッジ
- 鹿児島放送
- 鹿児島読売テレビ

## 関連人物
- 岩井喜一郎 - 戦後に顧問としてウイスキー醸造の計画立案と指導に関わる。